# 帕巴拉活佛
帕巴拉活佛（藏語：འཕགས་པ་ལྷ་，威利转写：'phags pa lha，THL：Pakpalha），是中国西藏昌都市藏传佛教格鲁派最大的活佛系统，也是该地区藏传佛教各派中最大的活佛系统。主寺为强巴林寺。
清朝时期初封诺门汗，称阐讲黄法额尔德尼那门汗，并给铜印；后换给银印，称额尔德尼诺门罕；后封呼图克图，称帕克巴拉额尔德尼呼图克图。中华民国时期续封呼图克图，称帕巴拉呼图克图。中华人民共和国时期，称帕巴拉活佛。

## 沿革
藏文“帕巴拉”意为“圣天、超出世间之神”。圣天最初是指古印度大乘佛教中观学派创始人之一的阿耶提婆。后来，藏传佛教借用此名，演变为帕巴拉活佛世系的专用名称。
帕巴拉活佛世系于16世纪初形成。藏历土羊年（1439年），德青多吉出生于工布日窝柱增地方。15岁时，德青多吉在宗喀巴的亲传弟子森巴青波曲帕前受沙弥戒，起法名为“帕巴拉”。帕巴拉活佛的名称便由此而来。德青多吉成为第一世帕巴拉活佛。第二世帕巴拉活佛帕巴拉·帕巴桑吉生于藏历火兔年（1507年），出生后不久便被认定为第二世帕巴拉活佛。第二世帕巴拉活佛是藏传佛教格鲁派中首位被云南丽江木氏土司正式邀请讲经的活佛。
1594年（明朝万历二十二年），第三世帕巴拉活佛帕巴拉·通娃顿垫被聘为强巴林寺的第十四任法嗣堪布。自此，历世帕巴拉正式成为强巴林寺住持，并成为该寺第一大活佛世系。第四世帕巴拉活佛帕巴拉·帕巴曲吉加布任强巴林寺第十六任法台，并获固始汗颁发了写有“中部康区所有地方均听从帕巴拉的指令”的执照。自此，帕巴拉活佛的政教势力获大幅提高。
第五世帕巴拉活佛帕巴拉·甲娃甲措出任强巴林寺第十九任法台，任内曾调解三藩之乱时期昌都地方的武装冲突。1676年（康熙十五年），以五世帕巴拉创建拉让为标志，形成了帕巴拉在昌都政教合一的统治制度。帕巴拉政教合一的机关称“孜拉让”，下设“孜勒空”、“雪勒空”两个机构。孜勒空主管帕巴拉管辖范围内的全部寺庙，雪勒空主管帕巴拉管辖范围内的5个小宗、18个甲本头人。清朝，帕巴拉管辖的寺庙50座，僧人4500人，百姓7635户。
第六世帕巴拉活佛帕巴拉·帕巴济美丹贝甲措任强巴林寺第二十一任法台，清朝康熙五十八年（1719年），因接待清朝派到西藏冈底斯山勘测地形人员有功，获康熙帝封为“阐讲黄法额尔德尼那门汗”，这是帕巴拉活佛系统首次获清朝敕封，被封为“诺门汗”，自此帕巴拉活佛成为清朝理藩院登记在册的大活佛。雍正三年（1725年），第六世帕巴拉活佛因为清军镇压罗卜藏丹津叛乱提供协助，而获雍正帝赏赐“前得名号和印信”。据部分书籍记载，1742年起，帕巴拉开始向清朝皇帝遣使朝贡，此为历世帕巴拉遣使朝贡的开端。乾隆十六年（1751年），乾隆帝颁旨重申了康熙帝对帕巴拉活佛的敕封。乾隆帝该圣旨中称，第六世帕巴拉活佛主动向清廷请示“适时遣使”朝贡，乾隆帝虑及昌都距离北京“路途遥远”，故上贡时限不作规定，“尔勿需定期遣使，可两三年或四五年随尔便利与否酌加遣派”。该圣旨中还称帕巴拉为“帕巴拉呼图克图”，由此可知，第六世帕巴拉活佛自“诺门汗”晋升为“呼图克图”的过程可能是在乾隆年间完成。在清朝的积极扶持下，帕巴拉活佛的政教势力日盛，逐渐跃居康区四大呼图克图之首。
从六世帕巴拉开始，历世帕巴拉被中央政府封赐、赏号、赐印。清朝时奉朝廷之命协助平息地方动乱，支援清朝入藏官兵。帕巴拉还按例遣使年班朝贡。
第七世帕巴拉活佛帕巴拉·晋美巴丹邓贝贡布任强巴林寺第二十三任法台。至1762年，清廷对帕巴拉活佛朝贡遣使的正使、副使、从人，及返回路费之标准、时间，均已有明确规定。1787年，帕巴拉活佛派卓平措如觉巴主从赴北京拜谒清朝皇帝。此为帕巴拉遣使年班进贡。就乾隆五十二年十月二十六日四川总督保宁的奏折对此的记载来看，帕克巴拉呼图克图（“帕巴拉呼图克图”的另一种汉文音译）每逢年班朝贡，要经当地驻扎文武官员禀告四川总督，四川总督上奏清朝皇帝。自该奏折也可见，帕巴拉年班朝贡、途中迎送及待遇均有明确规定，并形成了定制。
1790年，第七世帕巴拉特别为乾隆帝八十大寿而在强巴林寺内新建了殿堂，还派人赴北京向乾隆帝进贡，并请求乾隆帝为新建的殿堂赐名，还请将从前赏给前辈帕克巴拉呼图克图之铜印换银印。乾隆五十六年（1791年），乾隆帝下谕书赐“祝釐寺”庙名，并将前赏之铜印更换银印，银印印文为“额尔德尼诺门罕”。由此可见，第六世、第七世帕巴拉活佛被授予呼图克图职衔属于针对其个人，而非帕巴拉活佛系统，亦即该呼图克图职衔不可由下一世活佛继承。帕巴拉活佛系统的职衔仍为诺门汗。
1796年，在驻藏大臣松筠和八世达赖亲自主持下，在布达拉宫经金瓶掣签认定了第七世帕巴拉活佛的转世灵童。这是从1792年实行金瓶掣签制度起，西藏最早通过金瓶掣签认定的大活佛。该转世灵童后坐床成为第八世帕巴拉活佛帕巴拉·罗桑济美班垫丹贝尼玛。后来他出任强巴林寺第二十五任法台。1828年、1831年、1836年、1841年，第八世帕巴拉依照惯例派使者赴北京向清朝皇帝进贡请安。1840年，清朝道光帝虑及“察木多地方距京程途较远”，遂将进贡次数由原来的每三年“改 为间五年一次”，以表示体恤。
1852年，上报驻藏大臣及达赖后，通过金瓶掣签认定了第八世帕巴拉活佛的转世灵童，同年举行了坐床典礼，该转世灵童正式成为第九世帕巴拉活佛帕巴拉·阿旺罗桑济美丹贝坚参。1853年，清朝派官员处理布鲁曼事件，帕巴拉活佛奉命协助调解，并且派兵协同清军作战。“察木多帕克巴拉呼图克图额尔德尼诺们罕之呼毕勒罕，虽在幼龄，即能督饬属下拏获凶犯多名，著赏加敉远禅师名号，以示优异。”1866年，清朝同治帝赏赐帕巴拉“呼图克图”职衔及银印。银印款识为“帕克巴拉额尔德尼呼图克图之印”。虽然帕巴拉此次受封的原始文献尚未查到，但有印章为证，应属可信。由此可知，最晚在1866年，帕巴拉活佛系统被清朝封为“呼图克图”职衔。这也是该活佛系统晋授呼图克图之始。1867年，十二世达赖转达了清朝皇帝对帕巴拉的奖赏：“迩来，皇上赐以朱批敕书，赐帕巴拉呼图克图‘靖远禅师’名号，‘仁爱正祥’之匾文一方。”1880年，帕巴拉派人到北京进贡。光绪十六年（1890年）修订《理藩部则例》共971律条。其中专门对帕巴拉的律条有3条。至此，帕巴拉进贡物品及清朝皇帝的赏赐数量，还有对帕巴拉进贡的正使、副使、从人等的赏赐都在清朝《理藩部则例》中有了明确规定。
清朝历朝封给帕巴拉活佛的职衔、名号如下：
| 授予时间   | 清朝皇帝 | 名称                               | 性质 | 注释     |
| ---------- | -------- | ---------------------------------- | ---- | -------- |
| 1719年     | 康熙帝   | 阐讲黄法额尔德尼那门汗             | 职衔 |          |
| 1725年     | 雍正帝   | （同上）                           | 职衔 |          |
| 乾隆年间   | 乾隆帝   | 帕巴拉呼图克图（帕克巴拉呼图克图） | 职衔 | 授予个人 |
| 1791年     | 乾隆帝   | 额尔德尼诺门罕                     | 职衔 |          |
| 1853年     | 咸丰帝   | 敉远禅师                           | 名号 | 授予个人 |
| 1866年     | 同治帝   | 帕克巴拉额尔德尼呼图克图           | 职衔 |          |
| 1867年之前 | 同治帝   | 靖远禅师                           | 名号 | 授予个人 |

第十世帕巴拉活佛生于1901年，不久经金瓶掣签认定为第九世帕巴拉活佛的转世灵童，随后举行了坐床典礼，该转世灵童正式成为第十世帕巴拉活佛帕巴拉·洛桑土登米旁次成加村。1906年，清朝设立督办川滇边务大臣一职，赵尔丰出任首任大臣。赵尔丰採用军事手段推行“改土归流”，将昌都的土司及呼图克图的统治权收归清朝朝廷。1911年，代理督办川滇边务大臣傅嵩炑以昌都（即帕巴拉活佛）、察雅活佛“虽系呼图克图，而管理地方与土司无异，应一并改流”为由，收缴了昌都、察雅两活佛之印信。不久，清朝应帕巴拉之请求，也由于“与土司印不同，准其发还”。1912年，经西藏噶厦授意，昌都强巴林寺暗中调动民兵，砍杀川军十多人。时任边军第七营营长兼昌都县知事的彭日升组织川军反击，并纵火烧强巴林寺。帕巴拉活佛及谢瓦拉活佛避往拉萨，在色拉寺居住了8年才回到昌都。
1919年，十世帕巴拉出任强巴林寺第二十九任法台。为增加强巴林寺的僧人数量，帕巴拉和西藏噶厦派出的新任朵麦基巧（即朵麦总管，朵麦指昌都）噶伦喇嘛强巴丹达议定之后，颁布了修缮昌都强巴林寺的“土羊年文告”。1920年，十世帕巴拉有了“康珠玛”明妃。十三世达赖则认为娶妻触犯戒律，乃下令“废除其帕巴拉呼图克图名号，朵基噶伦喇嘛查封了皇上之敕封，唯留7个随从佣人，罚其于净地日追闭关静修思过”。1933年秋，昌都强巴林寺全体僧众及昌都民众强烈请求十三世达赖恢复十世帕巴拉的“呼图克图”名号，但十三世达赖于同年10月圆寂。1934年夏，国民政府参谋本部次长兼边务组长黄慕松入西藏致祭十三世达赖，途经昌都之时，昌都强巴林寺代表向其陈词。黄慕松于同年8月抵达拉萨后，与担任摄政的热振活佛热振·图旦绛白益西丹巴坚赞商议后，同年9月摄政热振活佛盖印发文，“允准恢复帕巴拉之封赐名号。剃度受戒等佛事由拉擦贡多活佛承负。”
第十一世帕巴拉活佛帕巴拉·格列朗杰未进行金瓶掣签，而是由藏传佛教高僧多吉羌帕邦卡授记，经重庆国民政府蒙藏委员会藏事处处长孔庆宗代表国民政府于1940年批准。1950年昌都战役时，第十一世帕巴拉活佛决定留在强巴林寺并迎接中国人民解放军，为此他获得了中共中央主席毛泽东、中国人民解放军总司令朱德的嘉奖。1950年，中华人民共和国昌都地区人民解放委员会成立，帕巴拉·格列朗杰当选昌都地区人民解放委员会第一副主任。1956年至1959年，帕巴拉·格列朗杰任西藏自治区筹备委员会委员、宗教事务委员会副主任。1959年3月，拉萨发生大规模骚乱，帕巴拉·格列朗杰的哥哥、西藏噶厦堪穷、西藏自治区筹备委员会官员索朗降措在拉萨街头被骚乱群众打死。同年3月28日，中华人民共和国国务院总理周恩来发布命令，责成中国人民解放军西藏军区彻底平息“武装叛乱”，并且决定解散西藏地方政府，由西藏自治区筹备委员会行使西藏地方政府职权，由十世班禅代理西藏自治区筹备委员会主任委员，并任命帕巴拉·格列朗杰、阿沛·阿旺晋美为副主任委员。此后，帕巴拉·格列朗杰一直担任各种高级领导职务，担任了全国人大常委会副委员长，西藏自治区政协主席，中国佛教协会副会长、名誉会长。

## 历世帕巴拉活佛
以下不计追认，列出历世帕巴拉活佛：
| 世数     | 生年   | 坐床年份 | 卒年   | 汉文姓名                    | 藏文姓名                                 |
| -------- | ------ | -------- | ------ | --------------------------- | ---------------------------------------- |
| 第一世   | 1439年 | ——       | 1487年 | 帕巴拉·德青多吉             |                                          |
| 第二世   | 1507年 | ？       | 1566年 | 帕巴拉·帕巴桑吉             |                                          |
| 第三世   | 1567年 | ？       | 1604年 | 帕巴拉·通娃顿垫             |                                          |
| 第四世   | 1605年 | 1608年   | 1643年 | 帕巴拉·帕巴曲吉加布         |                                          |
| 第五世   | 1644年 | 1645年   | 1713年 | 帕巴拉·甲娃甲措             |                                          |
| 第六世   | 1714年 | 1716年   | 1754年 | 帕巴拉·帕巴济美丹贝甲措     |                                          |
| 第七世   | 1755年 | 1759年   | 1794年 | 帕巴拉·益西晋美巴丹邓巴贡布 |                                          |
| 第八世   | 1795年 | 1796年   | 1847年 | 帕巴拉·罗桑济美班垫丹贝尼玛 |                                          |
| 第九世   | 1849年 | 1852年   | 1900年 | 帕巴拉·阿旺罗桑济美丹贝坚参 |                                          |
| 第十世   | 1901年 | ？       | 1937年 | 帕巴拉·洛桑土登米旁次成加村 | འཕགས་པ་ལྷ་བློ་བཟང་ཐུབ་བསྟན་མི་ཕམ་ཚུལ་ཁྲིམས་རྒྱལ་མཚན |
| 第十一世 | 1940年 | 1942年   | 在世   | 帕巴拉·格列朗杰             | འཕགས་པ་ལྷ་དགེ་ལེགས་རྣམ་རྒྱལ་                   |